# هارولد أتكينسون
هارولد أتكينسون (بالإنجليزية: Harold Atkinson)‏ (28 يوليو 1925 في المملكة المتحدة - 4 سبتمبر 2003 في المملكة المتحدة) هو لاعب كرة قدم بريطاني (وحمل سابقاً جنسية المملكة المتحدة لبريطانيا العظمى وأيرلندا) في مركز الهجوم. لعب مع نادي ترانمير روفرز لكرة القدم ونادي تشيسترفيلد.